# Läppsynk

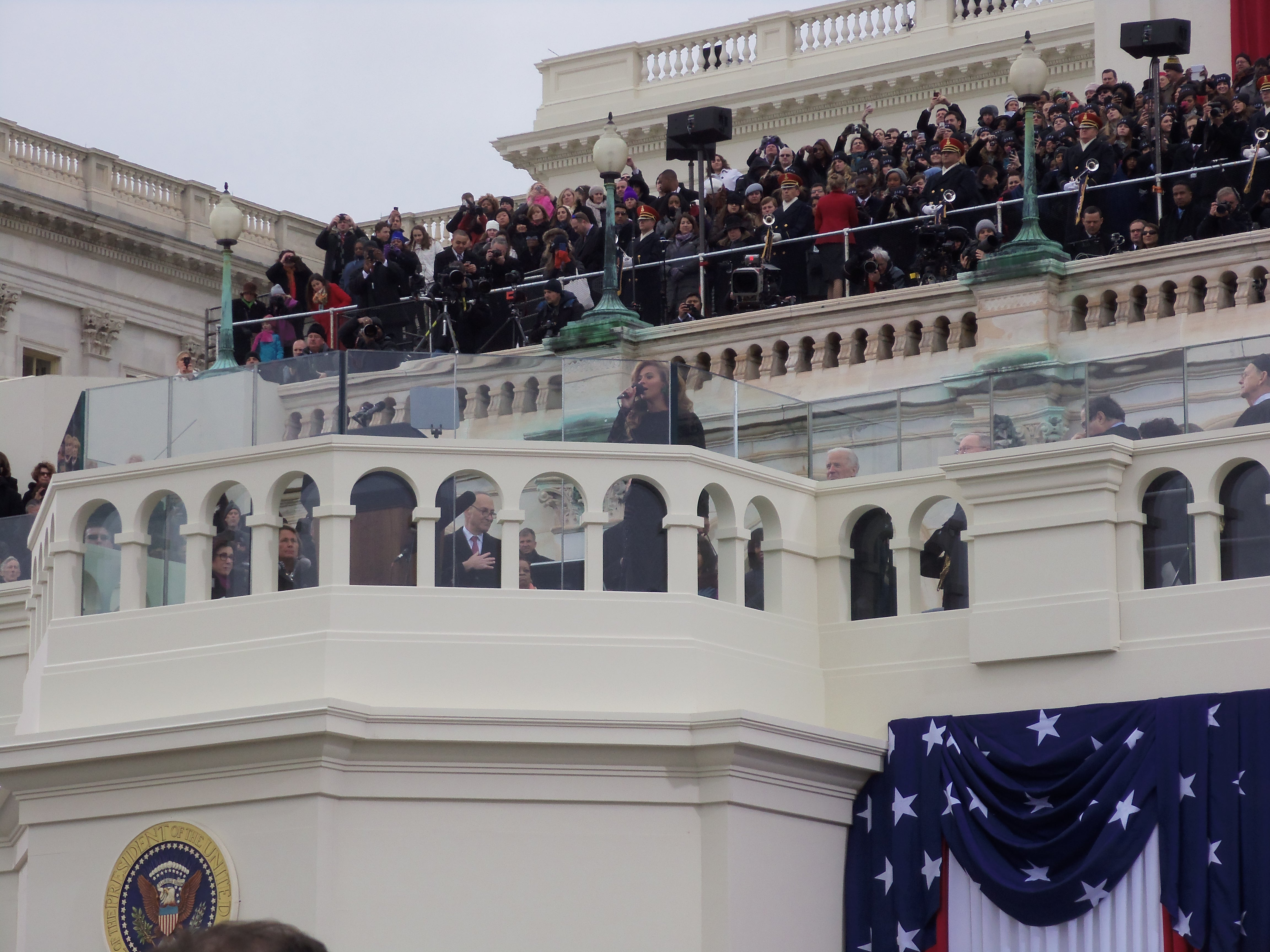
Beyoncé Knowles läppsynkar vid president Obamas andra invigning 2013.

Läppsynk är en metod att framföra sång eller text när all musik och sång är förinspelad, även i vissa fall tal. Man synkroniserar läpparna till den framförda texten, vilket är ägnat att ge publiken intrycket att man faktiskt sjunger eller talar. På scen används läppsynk ofta i en dragshow men ibland även då andra kända artister av någon anledning inte vill eller kan sjunga på riktigt. Parodier på läppsynk har förekommit i kabaréer och humorprogram på tv. Läppsynk som teknik har även använts i filmer (exempelvis Gilda, West Side Story och My Fair Lady) när kända rollinnehavare fått läppsynka till inspelningar av en annan sångare (playback singer) då produktionsledningen har bedömt rollinnehavarens sångröst som otillräcklig. Läppsynk till playback-inspelningar förekommer även ofta i TV-program där nya låtar skall marknadsföras i exakt samma musikstil som spelades in i skivstudion. Fenomenet präglar också den matchning av ljud och bild som förekommer under videoredigering. När sådan matchning uppfattas som undermålig eller falsk kan klagomål just på läppsynket förekomma. Uttrycket att mima används ofta, fast oegentligt, för läppsynk även när bara läpparna används utan resten av kroppsspråket (se pantomim), i vilket läpprörelser ofta inte ingår alls.